# The Fen Tiger
The Fen Tiger, de veentijger, is een mysterieuze katachtige die men heeft waargenomen in het Engelse plaatsje Cottenham in 1982. De naam is afkomstig van het natuurgebied The Fens.
Na de waarneming bleef het stil totdat in 1994 de 'tijger' geflimd werd op een veldje vlak bij het dorp Cottenham. Sindsdien nam het aantal waarnemingen weer toe. Een schoonmaker zou in 2004, van de Universiteit van Cambridge de tijger zijn tegengekomen wanneer hij naar huis ging. Volgens zijn beschrijving had de kat groene ogen en een zwarte pels. Ook werd de kat nu waargenomen in het naburige gelegen Isleham. Men denkt dat het om een zwarte panter gaat.

## De Veentijger
The Fen Tiger heeft ook nog een oudere betekenis. Zo was het ooit de bijnaam voor de mannen die vroeger op het veen woonden. Deze mannen kenmerkten zich met donker haar, vaak grof in de mond en hadden de gewoonte om gras in hun laarzen te stoppen. Andere bijnamen waren Fen yellow bellies, Fen Buzzerds en Slugders.